# Schienenverkehr in Europa

Europäisches Hochgeschwindigkeitsnetz

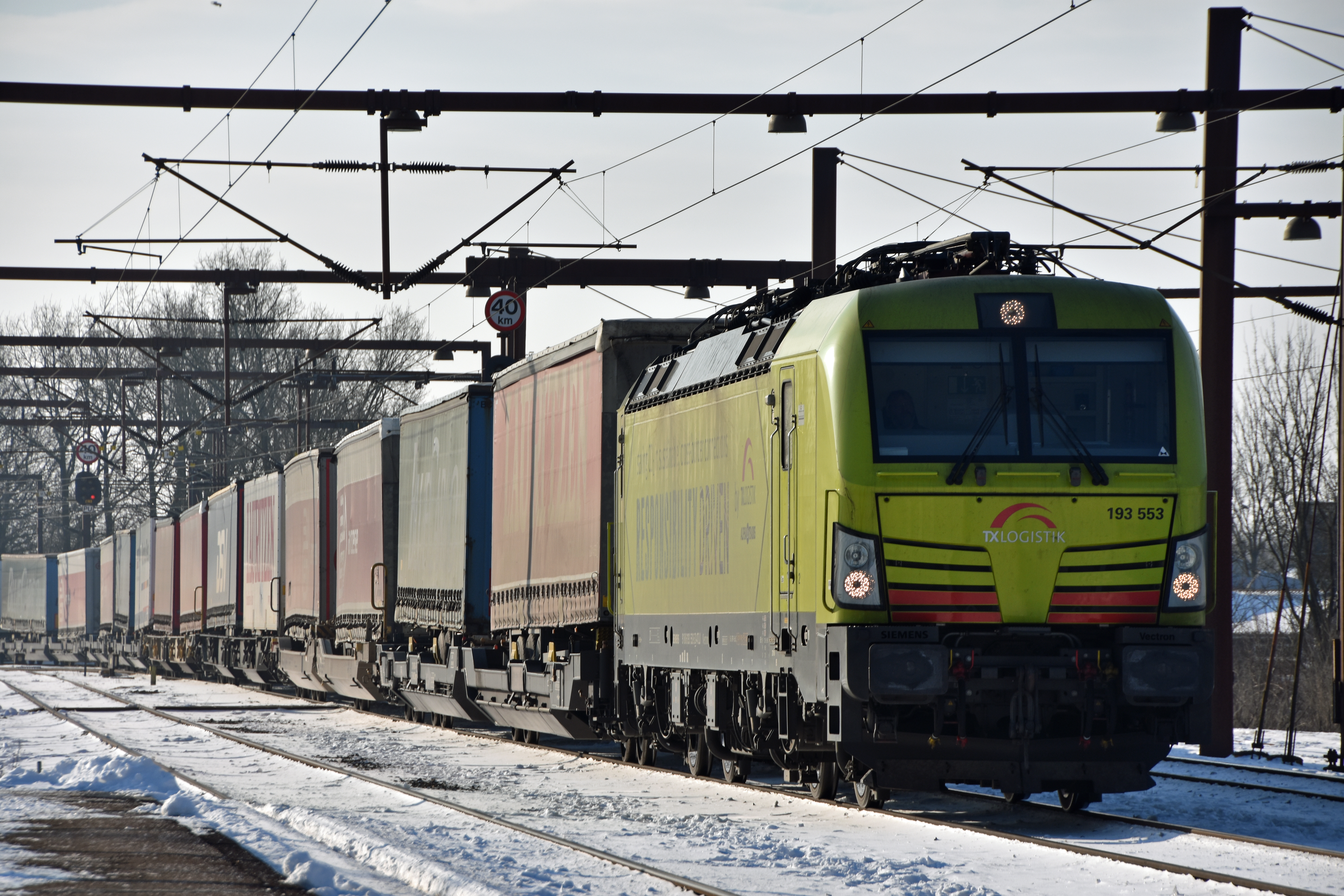
Private Mehrsystemlokomotive für Güter- und Personenzüge nahe der deutsch-dänischen Grenze

Schienenverkehr in Europa ist durch die Vielfalt der technischen Standards, Betriebskonzepte und Infrastrukturen gekennzeichnet. Gemeinsame Merkmale sind der verbreitete Einsatz von Normalspurbahnen, eine hohe Sicherheit im Betrieb und ein hoher Anteil an Elektrifizierung. Elektrifizierte Schienennetze arbeiten mit einer Vielzahl unterschiedlicher Bahnstromsysteme und die Signalsysteme sowie die Zugbeeinflussungssysteme unterscheiden sich von Land zu Land, was den grenzüberschreitenden Verkehr erschwert.

## Schienenverkehrspolitik
Ziel der Europäischen Union ist es, den Wettbewerb in den nationalen Eisenbahnnetze zu sichern und für die Dienstleistungsfreiheit zu sorgen. Dafür werden die nationalen Vorschriften zur Technik, Verwaltung und Sicherheit harmonisiert, sowie Maßnahmen zur Sicherstellung der Interoperabilität im Schienenverkehr ergriffen. Dies erleichtert den grenzüberschreitenden Betrieb.
Ein Beitrag der EU zur Umsetzung und Entwicklung des Binnenmarktes und zur Verbesserung des wirtschaftlichen und sozialen Zusammenhaltes der Union sind die Transeuropäische Netze.
Mit der Einheitlichen europäischen Eisenbahnrichtlinie 2012 hatten die EU-Mitgliedstaaten die rechtliche Möglichkeit, die Erbringung von Verkehrsdienstleistungen und den Betrieb der Infrastruktur zu trennen. In der Regel wurden die nationalen Eisenbahnunternehmen in getrennte Abteilungen oder unabhängige Unternehmen für Infrastruktur, Personen- und Güterverkehr aufgeteilt. Der Personenverkehr kann weiter in Fern- und Regionalverkehr unterteilt werden, da der Regionalverkehr häufig im Rahmen von Gemeinwohlverpflichtungen betrieben wird (mit denen Dienste aufrechterhalten werden, die für private Unternehmen wirtschaftlich uninteressant sind, aber dennoch einen gesellschaftlichen Nutzen bringen), während der Fernverkehr in der Regel ohne Subventionen betrieben wird.

## Bahnnetz

### Streckennetz

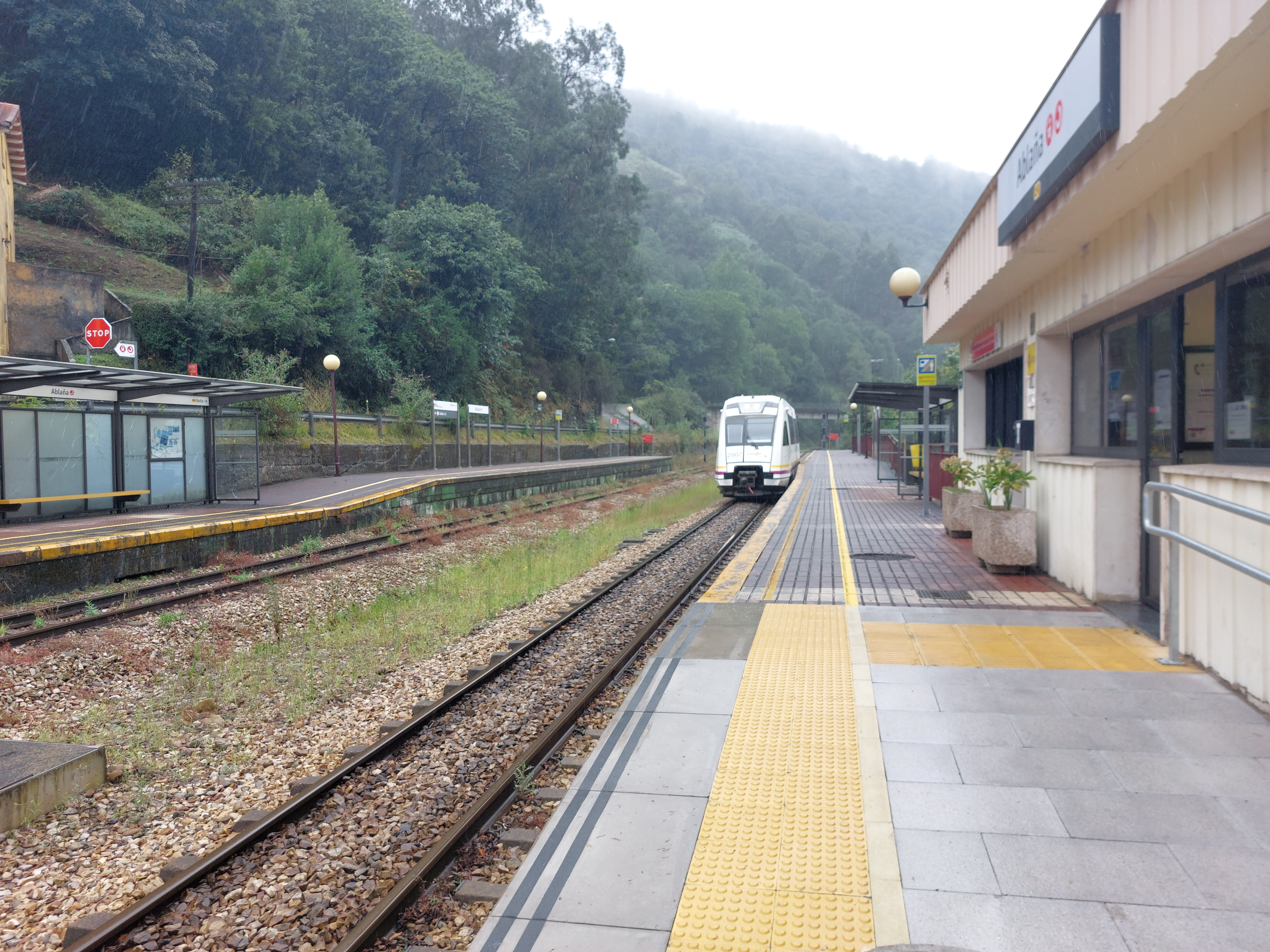
Ein Schmalspurzug in einem Bahnhof in Spanien

Im Jahr 2022 betrug die Streckenlänge aller Eisenbahninfrastrukturunternehmen in der EU 202 131 km, davon sind 40,5 % mehrgleisig. Die Netzdichte in den EU-Ländern variiert zwischen 123,3 m/km² in der Tschechischen Republik und 15,3 m/km² in Griechenland. In den Ländern der Europäischen Freihandelsassoziation (EFTA) weist die Schweiz mit 133,8 m/km² eine noch höhere und Norwegen mit 10,7 m/km² eine noch geringere Netzdichte auf.
Der überwiegende Teil der europäischen Eisenbahnstrecken hat eine Spurweite von 1435 mm. 1,8 % der Strecken in der EU haben eine Spurweite von weniger als 1435 mm, sogenannte Schmalspurbahnen. Einige europäische Länder betreiben Streckennetze mit einer Spurweiten von mehr als 1435 mm, sogenannte Breitspurbahnen. Die Netze der baltischen Staaten Estland, Litauen und Lettland haben eine Spurweite von 1520 mm, Finnland verwendet eine Spurweite von 1524 mm. Da der Unterschied zwischen den Netzen mit 1520 mm und 1524 mm innerhalb der Toleranzgrenzen liegt, ist ein Übergang von Fahrzeugen ohne Austausch der Radsätze möglich. In Irland wird eine Spurweite von 1602 mm („irische Spurweite“) verwendet. Portugal und Spanien verwenden auf den Hauptstrecken ihrer Netze eine Spurweite von 1668 mm („iberische Spurweite“).
Im Jahr 2022 gab es in der EU 94 050 Bahnübergänge, was einem Durchschnitt von 46,5 Bahnübergängen je 100 km Bahnstrecke entspricht (EU- und EFTA-Staaten). Die höchste Bahnübergangsdichte in der EU weist die Tschechische Republik mit 83,7 Bahnübergängen je 100 km auf, in den EFTA-Staaten Norwegen mit 86,5 Bahnübergängen je 100 km. Davon sind 38 413 Bahnübergänge technisch nicht gesichert.

### Elektrifizierung

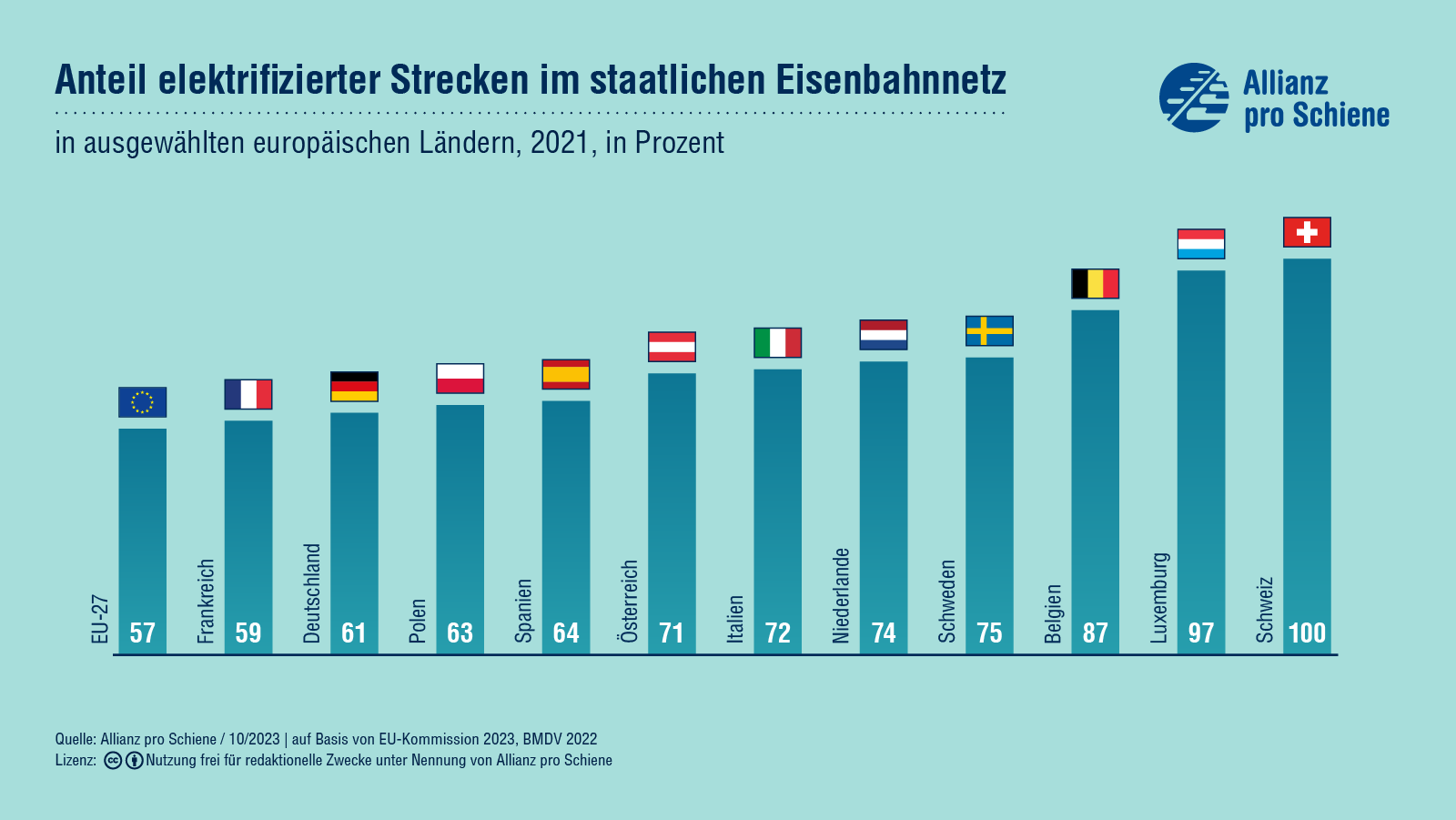
Anteil elektrifizierter Strecken in verschiedenen europäischen Ländern

Im Jahr 2022 waren 56,9 % der Strecken in der EU elektrifiziert. Mit 96,7 % ist das luxemburgische Streckennetz fast vollständig elektrifiziert, während in Irland nur 2,6 % des Streckennetzes elektrifiziert ist. Die Schweiz hat mit 99,8 % den höchsten Anteil an elektrifizierter Strecken in Europa. Unter den Kandidatenländern und potenziellen Kandidatenländern der EU weisen Georgien (98,4 %) und Montenegro (90,5 %) den höchsten Elektrifizierungsgrad auf, während Albanien, Moldawien und der Kosovo über keine elektrifizierten Eisenbahnstrecken verfügen.

## Personenverkehr

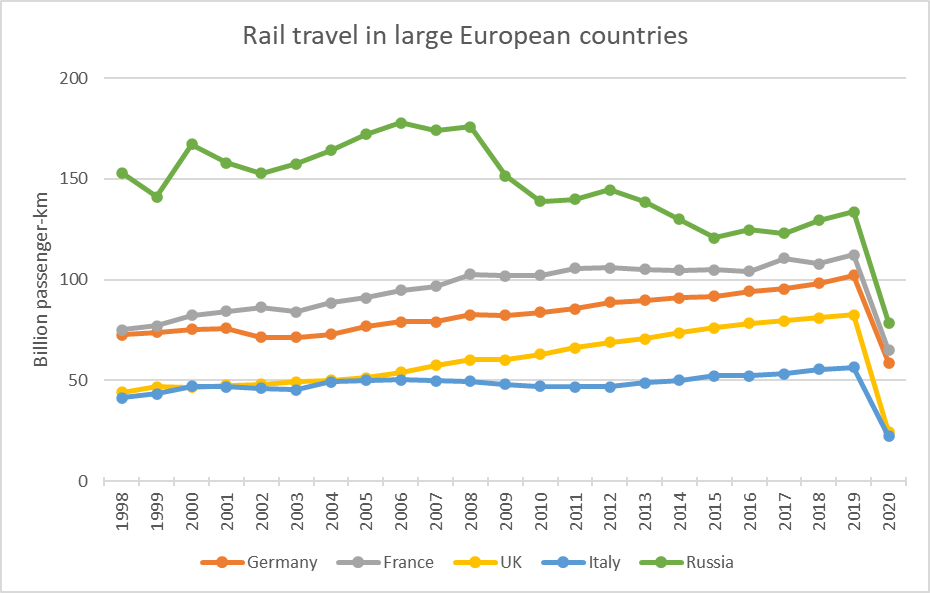
Passagier-km in Frankreich, Deutschland, Italien, Russland und Großbritannien von 1998 bis 2020

Die Bedeutung des Schienenpersonenverkehrs in Europa ist sehr unterschiedlich. Während insbesondere in dicht besiedelten Ballungsräumen der Schienenpersonennahverkehr eine wichtige Rolle im öffentlichen Personennahverkehr einnimmt, hat der grenzüberschreitende Schienenpersonenfernverkehr bisher nur einen geringen Anteil. Im Jahr 2021 wurden im Schienenverkehr in der EU 5,2 Milliarden Fahrgäste mit nationalen Fahrten befördert und dabei insgesamt 250 Milliarden Kilometer zurückgelegt. Darüber hinaus wurden 10 Milliarden Kilometer im grenzüberschreitenden Verkehr zurückgelegt. Bezogen auf die Bevölkerungszahl, waren dies durchschnittlich 560 Kilometer pro Einwohner im Inlandsverkehr und 23 Kilometer pro Einwohner im grenzüberschreitenden Verkehr.
Die am meist genutzten grenzüberschreitenden Fernverkehrsverbindungen sind:
- Frankreich– Vereinigtes Königreich
- Schweden– Dänemark
- Belgien– Frankreich
- Luxemburg– Frankreich
- Belgien– Vereinigtes Königreich

## Güterverkehr
Insgesamt wird nur etwa 18 % des europäischen Güterverkehrs auf der Schiene abgewickelt. In einigen Ländern, wie z. B. Großbritannien, Frankreich oder Spanien ist der Prozentsatz wesentlich geringer; in anderen Ländern, wie z. B. Litauen, wo über 70 % des inländischen Güterverkehrs auf der Schiene abgewickelt werden, ist er jedoch deutlich höher. Die relative Schwäche des Schienengüterverkehrs ist auf den niedrigeren Preis des Lkw-Transports zurückzuführen, der einen größeren Teil der Kosten externalisiert als der Schienenverkehr, sowie die starke Nutzung der Küsten- und Binnenschifffahrt. Deshalb wurde auch in verschiedenen Ländern der Einzelwagenverkehr bereits vollständig eingestellt. Zum Vergleich: In den USA wurden im Jahr 2000 38 % der Güter (nach Tonnenkilometern) auf der Schiene befördert, was in erster Linie auf externe Faktoren wie die geografische Lage zurückzuführen ist. Ebenso befördern die Schweizer Bahnen rund 40 % (nach Tonnenkilometern) des inländischen Güterverkehrs. und sogar mehr als 70 % des (meist internationalen) alpenquerenden Güterverkehrs – 74,4 % in der ersten Hälfte des Jahres 2021. Die Neue Eisenbahn-Alpentransversale mit dem Gotthard-Basistunnel, einem der längsten Tunnel der Welt, wurde speziell zur Verlagerung des alpenquerenden Güterverkehrs von der Straße auf die Schiene gebaut.
Die Länge der Züge wird in Europa durch die Größe der Ausweichstellen und Schutzgleise sowie durch die Anordnung der Signale begrenzt. Es gibt Pläne um Züge mit einer Länge von bis zu 740–750 Metern auf den Hauptgüterverkehrsstrecken fahren zu lassen, indem die dafür erforderliche Infrastruktur ausgebaut wird, siehe auch 740-Meter-Netz. Verschiedene Bauprojekte mit entsprechendem Ziel sind bereits abgeschlossen worden.
Der Russische Überfall auf die Ukraine 2022 führte zu einer Beschleunigung des PESCO-Projekts Military Mobility, das schnellere Truppenverlegungen mit bis zu 740 Meter langen Güterzügen in die östlichen Länder der NATO ermöglicht und damit zum Aufbau eines „Military Schengen“ beiträgt.

## Unterschiede zwischen den Ländern

### Europäische Eisenbahn-Leistungsindex
Der Europäische Eisenbahn-Leistungsindex 2017 stuft die Leistung der nationalen Eisenbahnsysteme wie folgt ein:
1. Stufe: Schweiz, Dänemark, Finnland, Deutschland, Österreich, Schweden und Frankreich.
2. Stufe: Großbritannien, die Niederlande, Luxemburg, Spanien, die Tschechische Republik, Norwegen, Belgien und Italien.
3. Stufe: Litauen, Slowenien, Irland, Ungarn, Lettland, Slowakei, Polen, Portugal, Rumänien und Bulgarien.

### Technische Hindernisse
Verschiedene technische Hindernisse, wie z. B. unterschiedliche Lichtraumprofile, unterschiedliche Bahnstromsysteme, unterschiedliche Zugbeeinflussungssysteme oder unterschiedliche Bahnsteighöhen erschweren den grenzüberschreitenden Betrieb in Europa.

### Investitionen
Die Investitionen der einzelnen europäischen Ländern in die Schieneninfrastruktur unterscheiden sich stark.
| Land                   | 2022 | 2023 |
| ---------------------- | ---- | ---- |
| Luxemburg              | 575  | 512  |
| Schweiz                | 450  | 477  |
| Norwegen               | 346  | 276  |
| Österreich             | 319  | 336  |
| Schweden               | 245  | 277  |
| Vereinigtes Königreich | 187  | 215  |
| Tschechien             | 171  | 139  |
| Niederlande            | 143  | 174  |
| Dänemark               | 135  | 133  |
| Belgien                | 126  | 101  |
| Italien                | 115  | 92   |
| Deutschland            | 114  | 115  |
| Spanien                | 67   | 70   |
| Frankreich             | 46   | 51   |